# Kostel svatého Vojtěcha (Opava)

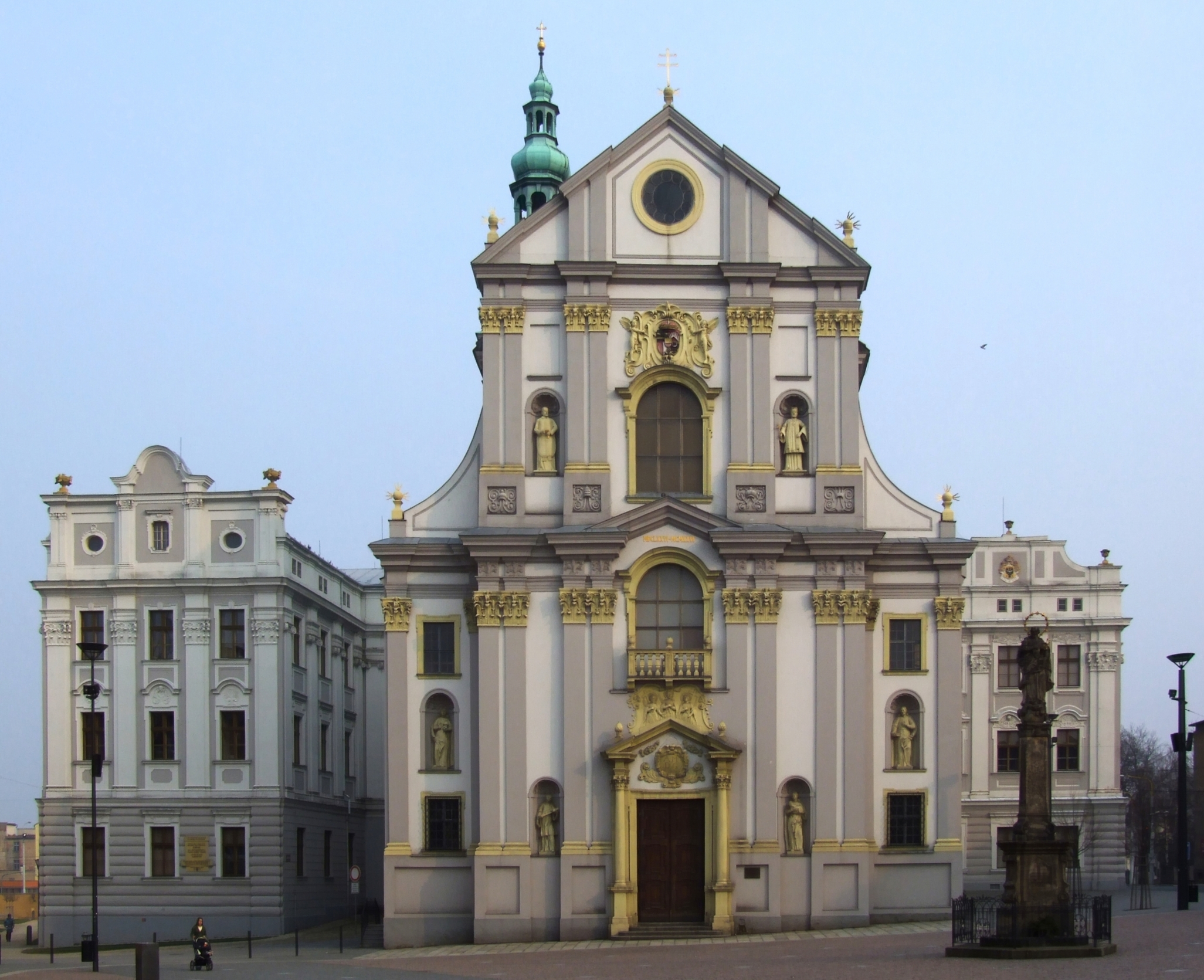
Kostel sv. Vojtěcha v Opavě

Kostel svatého Vojtěcha v Opavě, dříve též kostel svatého Jiří, je monumentální jednolodní stavba postavená v letech 1675 až 1681 na opavském Dolním náměstí na místě malého gotického kostela, který byl založen před rokem 1350 a v 16. století zasvěcen svatému Jiří. Je chráněn jako kulturní památka České republiky.
Kostel je stavebně zakomponován do areálu jezuitské koleje (původně z let 1631–1642 přestavěné v letech 1711–1723), ve které se nacházelo např. i gymnázium, Slezský zemský sněm (od roku 1853), a ve které nyní sídlí Zemský archiv v Opavě. Po obou stranách lodi se nacházejí průchozí boční kaple, které se dochovaly po dopadu letecké pumy v závěru druhé světové války. Výbuch nenávratně zničil v interiéru kostela téměř všechny nástěnné malby, až na fresky bočních kaplí. Konec války nepřečkal ani impozantní dvoupatrový hlavní oltář zasvěcený sv. Jiří, na kterém byl taktéž vyobrazen sv. Vojtěch. Po ukončení 2. světové války, byl opraven do současné podoby.     
Nynější intarzovaný dřevěný hlavní oltář se původně nacházel v kapucínském kostele sv. Josefa ve Fulneku. Z podnětu památkářky dr. Dědkové a ve spolupráci s opavským děkanem Františkem Vičarem došlo v roce 1980 k rozebrání zdevastovaného oltáře ve Fulneku a k přesunu jeho částí do opavského kostela sv. Vojtěcha, kde byl v letech 1981 a 1982 restaurován a znovu sestaven. K posvěcení olomouckým biskupem Josefem Vranou došlo 20.11.1982. Na restaurování a doplnění oltáře se podíleli pražští restaurátoři Jaroslav Ježek st., Jaroslav Ježek ml. Zdeněk Kunc, Josef Kulda, Antonín Hepnar, Karel Stádník. Restaurování tří oltářních obrazů od Felixe I. Leichera se ujali Radana a Mojmír Hamsíkovi. V intarzii nad pravým obrazem oltáře je dochována datace k r. 1777. Původní nedochovaný erb donátorů (pánů z Vrbna) byl nahrazen řezanou zlacenou kartuší s insigniemi sv. Vojtěcha – patrona kostela (mitra a slavníkovská růže) od sochaře Zdeňka Preclíka. Svatostánek byl i s intarzovaným soklem umístěn na menze z umělého mramoru, která zbyla z původního hlavního oltáře. (Areál kláštera ve Fulneku chátral až do roku 2006 kdy byl opraven a restaurován městem).    
Před kostelem se nachází mariánský sloup z roku 1675.

## Historie
V první polovině 17. století věnoval Jiří Štěpán Bruntálský z Vrbna kostelu sv. Jiří obraz Panny Marie. První zmínka o obraze pochází z roku 1648 a už o čtyři roky později se k němu konaly první poutě.
Roku 1625 bylo na podnět Karla knížete z Lichtenštejna  vysláno do Opavy několik členů olomoucké jezuitské koleje. Se svolením kardinála Františka z Lichtenštejna jim byla odevzdána správa kostela sv. Jiří, ale válečné události třicetileté války, počínaje vpádem vojska dánského generála Mansfelda v roce 1626, je donuitily kostel opustit. V roce 1627 jim armáda Albrechta z Valdštejna na základě císařského restriktu vrátila nejen tento kostel, ale také duchovní správu ostatních opavských chrámů. Dosavadní fara byla od roku 1630 proměněna v trojtřídní jezuitské gymnázium, postupně rozšířené o divadlo, školní novostavby a seminář sv. Vojtěcha pro chudé studenty. Roku 1642 byla při jezuitské koleji zřízena nadace na výstavbu nového kostela římského typu Il Gesù, která byla realizována v letech 1675-1678. Na projektu se podílel tehdejší rektor koleje Tobiáš Gebler. Staviteli kostela byli Mikuláš a Jakub Braschové, kteří nahradili odstoupivšího stavitele Gregora Bauera z Olomouce. 
U příležitosti úmrtí Karla Filipa Schwarzenberka bylo 6. listopadu 1820 v kostele postaveno castrum doloris.

## Milostný obraz Panny Marie Opavské
Podle zprávy z roku 1732 byly hlavy Panny Marie a Ježíška na obraze ozdobeny zlatými kunami s drahými kameny. Celý obraz pak byl pokrytý stříbrným a zlatem vykládaným plechem. Všechny ozdoby obrazu, ale i oltáře a kaple, kde byl umístěn, pocházely ze zlatých a stříbrných záslibných darů a peněz, které věřící věnovali s vděčností za prokázané milosti. Před obrazem se konaly pobožnosti a v první polovině 18. století se v kostele sloužilo i více než 4000 mší ročně. S rostoucí úctou lidu k obrazu rozhodli se opavští jezuité požádat olomouckého biskupa Wolfganga Schrattenbacha, aby byl obraz prohlášen za milostný. Z rozhodnutí kardinála Schrattenbacha byla ustavena komise pod vedením olomouckého kanovníka Františka Gianniniho. Jejími dalšími členy byli kralický děkan Antonín Dreser, opavský děkan Jiří Urban, hlučínský děkan Liborius Manka, lékař opavského vévodství Dr. Jan Josef Piskurek, opavský městský lékař Dr. Jan František Frühauf, a ranhojiči Mikuláš Flügge a Ondřej Jan Piskurek. Výsledkem vyšetřování bylo, že 6. června 1734 byl obraz slavnostně prohlášen za milostný. Po tomto prohlášení úcta k obrazu dále rostla.